# FIVB World Tour 2012 der Frauen
Die FIVB World Tour 2012 der Frauen bestand aus zwölf Beachvolleyball-Turnieren, von denen acht als Grand Slam und vier als Open ausgetragen wurden.

## Turniere
Die Serie begann am 15. April in Brasília und endete am 28. Oktober in Bang Saen in Thailand. Weitere Open gab es in Sanya und Åland. Shanghai, Peking, Moskau, Rom, Gstaad, Berlin, Klagenfurt und Stare Jabłonki richteten die Grand Slams aus. Eine weitere ursprünglich geplante Veranstaltung in Québec wurde abgesagt.

### Brasilia Open (15. bis 20. April)
| Platz | Team                                   |
| ----- | -------------------------------------- |
| 1     | Xue Chen / Zhang Xi                    |
| 2     | Maria Antonelli / Talita Antunes       |
| 3     | Greta Cicolari / Marta Menegatti       |
| 4     | Larissa França / Juliana Silva         |
| 5     | Sara Goller / Laura Ludwig             |
| 5     | Misty May-Treanor / Kerri Walsh        |
| 7     | Sanne Keizer / Marleen Van Iersel      |
| 7     | Madelein Meppelink / Sophie van Gestel |

Wie in den letzten drei Jahren startete die Tour auch diesmal in der Hauptstadt Brasiliens. In der deutschen Country Quota bezwangen Karla Borger und Britta Büthe Victoria Bieneck und Julia Großner und setzten sich anschließend auch in der Qualifikation durch. Dagegen scheiterten die Schweizerinnen Heidrich/Kayer in der Vorausscheidung. Deren Landsfrauen Kuhn/Zumkehr gewannen nach ihrer Auftaktniederlage im Hauptwettbewerb drei Mal und belegten den neunten Platz im Gesamtklassement. Die einzigen österreichischen Starterinnen Hansel und Montagnolli verloren dagegen gleich ihre ersten beiden Spiele ebenso wie die Deutschen Geeske Banck und Julia Sude. Borger/Büthe kamen wie Semmler/Holtwick eine Runde weiter und wurden jeweils Siebzehnte. Bestes deutsches Team waren Sara Goller und Laura Ludwig, die erst im Spiel um den Einzug ins Halbfinale von Cicolari/Menegatti bezwungen wurden. Die Italienerinnen unterlagen anschließend Talita/Antonelli, während die amtierenden Weltmeisterinnen Juliana/Larissa an Xue/Zhang Xi scheiterten. Die Chinesinnen sicherten sich im Finale die Goldmedaille, Dritte wurden Cicolari/Menegatti.

### Sanya Open (24. bis 29. April)
| Platz | Team                                |
| ----- | ----------------------------------- |
| 1     | Maria Antonelli / Talita Antunes    |
| 2     | Larissa França / Juliana Silva      |
| 3     | Xue Chen / Zhang Xi                 |
| 4     | Barbara Hansel / Sara Montagnolli   |
| 5     | Louise Bawden / Becchara Palmer     |
| 5     | Kristýna Kolocová / Markéta Sluková |
| 7     | Katrien Gielen / Liesbeth Mouha     |
| 7     | Heather Bansley / Elizabeth Maloney |

Victoria Bieneck und Julia Großner bezwangen in der deutschen Vorausscheidung Chantal Laboureur und Christine Aulenbrock, scheiterten anschließend jedoch in der zweiten Qualifikationsrunde wie Stefanie Hüttermann und Katharina Schillerwein. Ebenso erging es den Schweizerinnen Kayser/Heidrich. Im Hauptfeld verloren Köhler/Sude ihre ersten beiden Spiele, während Borger/Büthe durch eine gewonnene Begegnung gemeinsam mit den Eidgenossinnen Goricanec/Graessli den siebzehnten Rang erreichten. Nach zwei gewonnenen Partien zum Auftakt verloren sowohl deren Landsfrauen Kuhn/Zumkehr als auch die österreichischen Schwaiger Schwestern ihr drittes und viertes Spiel und wurden jeweils Neunte. Noch besser platzierten sich Montagnolli/Hansel, die erst in der vierten Runde zum ersten Mal verloren und durch einen weiteren Sieg das Halbfinale erreichten, das sie gegen Talita und Antonelli aus Brasilien verloren. In der anderen Vorschlussrunde setzten sich Larissa und Juliana gegen die an Nummer eins gesetzten Chinesinnen Xue/Zhang Xi durch. Während sich die Asiatinnen in der Begegnung mit den Europäerinnen die Bronzemedaille sicherten, mussten sich die amtierenden Weltmeisterinnen im Finale ihren Landsfrauen geschlagen geben.

### Grand Slam in Shanghai (30. April bis 5. Mai)
| Platz | Team                                 |
| ----- | ------------------------------------ |
| 1     | Xue Chen / Zhang Xi                  |
| 2     | Maria Antonelli / Talita Antunes     |
| 3     | Larissa França / Juliana Silva       |
| 4     | Sanne Keizer / Marleen Van Iersel    |
| 5     | Doris Schwaiger / Stefanie Schwaiger |
| 5     | Kristýna Kolocová / Markéta Sluková  |
| 5     | Liliana Fernández / Elsa Baquerizo   |
| 5     | Jennifer Kessy / April Ross          |

Nach ihrem Sieg über Bieneck/Großner verloren Anja Günther und Melanie Gernert in der ersten Runde der Hauptqualifikation ebenso wie die Schweizer Paarung Goricanec/Graessli. Dagegen gelangten beide österreichischen Teams in die Runde der besten 32 Mannschaften. Während Montagnolli/Hansel jedoch ihre drei Gruppenspiele nicht gewinnen konnten, erreichten Doris und Stefanie Schwaiger nach ihrem zweiten Platz im Pool mit zwei weiteren Siegen das Viertelfinale, wo sie den topgesetzten Chinesinnen unterlagen. Von den deutschen Paaren trafen schon in den Gruppenbegegnungen Borger/Büthe auf Goller/Ludwig, die zwar in diesem Spiel unterlagen, jedoch im Gegensatz zu ihren Bezwingerinnen die erste Hauptrunde überstanden. Die folgende Begegnung verloren die beiden Hamburgerinnen jedoch ebenso wie Zumkehr/Kuhn aus der Schweiz und wie Holtwick/Semmler, die als Erste ihres Pools direkt für die zweite Runde gesetzt waren. Nachdem Xue/Zhang Xi die Schwestern aus der Alpenrepublik besiegt hatten, gewannen sie auch gegen Larissa und Juliana und sicherten sich im Finale wie schon in Brasilia die Goldmedaille gegen Talita und Antonelli, die zuvor gegen Keizer/Van Iersel erfolgreich waren. Den dritten Platz erreichten die Weltmeisterinnen durch einen Erfolg gegen das niederländische Team.

### Grand Slam in Peking (7. bis 12. Mai)
| Platz | Team                                |
| ----- | ----------------------------------- |
| 1     | Larissa França / Juliana Silva      |
| 2     | Greta Cicolari / Marta Menegatti    |
| 3     | Sanne Keizer / Marleen Van Iersel   |
| 4     | Katrin Holtwick / Ilka Semmler      |
| 5     | Katrien Gielen / Liesbeth Mouha     |
| 5     | Kristýna Kolocová / Markéta Sluková |
| 5     | Sara Goller / Laura Ludwig          |
| 5     | Jennifer Kessy / April Ross         |

Wie schon in Shanghai, konnten sich Günther/Gernert auch in der chinesischen Hauptstadt gegen Bieneck/Großner durchsetzen, gewannen anschließend das zweite Spiel in der deutschen Country Quota gegen Borger/Büthe, um dann in der ersten Qualifikationsrunde mit 0:2 Sätzen zu verlieren. Auch die Schweizerinnen Forrer/Vergé-Dépré überstanden die Vorausscheidung nicht. Besser machten es ihre Landsfrauen Goricanec/Graessli sowie die Österreicherinnen Schwaiger/Schwaiger. Im Pool C des Hauptwettbewerbs trafen beide Paare aufeinander mit dem besseren Ende für die Eidgenossinnen, für die jedoch die erste Runde nach den Gruppenspielen ebenso die Endstation bedeutete wie für Hansel/Montagnolli und Köhler/Sude, während sich Kuhn/Zumkehr in das Achtelfinale kämpften, dort aber verloren. Als Sieger ihres Pools waren die beiden verbliebenen deutschen Paare für die Runde der letzten sechzehn Teams qualifiziert und gewannen ihre Begegnungen. Anschließend verloren Goller/Ludwig gegen Larissa und Juliana. Dagegen bezwangen Holtwick/Semmler ihre belgischen Konkurrentinnen, verloren jedoch auch gegen die amtierenden Weltmeisterinnen und anschließend das Spiel um den dritten Platz gegen die Niederländerinnen Keizer/Van Irsel. Die hatten zuvor im europäischen Halbfinale gegen Cicolari-Menegatti eine deutliche Niederlage hinnehmen müssen. Im Finale sicherten sich die Brasilianerinnen die Goldmedaille mit einem Sieg über die Italienerinnen.

### Grand Slam in Moskau (6. bis 11. Juni)
| Platz | Team                                   |
| ----- | -------------------------------------- |
| 1     | Xue Chen / Zhang Xi                    |
| 2     | Misty May-Treanor / Kerri Walsh        |
| 3     | Larissa França / Juliana Silva         |
| 4     | Maria Antonelli / Talita Antunes       |
| 5     | Louise Bawden / Becchara Palmer        |
| 5     | Sanne Keizer / Marleen van Iersel      |
| 5     | Madelein Meppelink / Sophie van Gestel |
| 5     | Jennifer Kessy/April Ross              |

Während Bieneck/Großner nach ihrem Sieg in der deutschen Vorausscheidung über Banck/Walkenhorst bei der anschließenden Qualifikation scheiterten, konnten sich Borger/Büthe ins Hauptfeld vorkämpfen, verloren dort jedoch alle drei Spiele in der Poolphase. Die erste Runde danach war Endstation für die österreichischen Qualifikantinnen Hansel/Montagnolli, ihre Landsfrauen Schwaiger/Schwaiger und die Schweizerinnen Zumkehr/Kuhn, während die beiden besten deutschen Teams Goller/Ludwick und Holtwick/Semmler das Achtelfinale erreichten. Die an Nummer eins gesetzten Chinesinnen Xue/Zhang Xi wurden ihrer Favoritenrolle gerecht und besiegten nach ihrem Erfolg im Halbfinale über Talita/Antonelli auch die ehemaligen Weltmeisterinnen Walsh/May-Treanor, die zuvor ihre Nachfolgerinnen bezwungen hatten. Im brasilianischen Duell um die Bronzemedaille konnten sich Larissa und Juliana durchsetzen.

### Grand Slam in Rom (12. bis 17. Juni)
| Platz | Team                                 |
| ----- | ------------------------------------ |
| 1     | Simone Kuhn / Nadine Zumkehr         |
| 2     | Sara Goller / Laura Ludwig           |
| 3     | Jennifer Kessy / April Ross          |
| 4     | Greta Cicolari / Marta Menegatti     |
| 5     | Doris Schwaiger / Stefanie Schwaiger |
| 5     | Xue Chen / Zhang Xi                  |
| 5     | Karla Borger / Britta Büthe          |
| 5     | Misty May-Treanor / Kerri Walsh      |

Banck/Walkenhorst besiegten Gernert/Günther und Borger/Büthe gewannen gegen Bieneck/Großner in den deutschen Vorqualifikationen. Wie schon in Moskau, konnte sich das für den MTV Stuttgart startende Duo auch anschließend durchsetzen. Im Gegensatz zum Turnier in der russischen Hauptstadt gewannen Karla Borger und Britta Büthe jedoch alle Spiele ihrer Vorrundengruppe und anschließend auch ihr Achtelfinale, das Holtwick/Semmler gegen die österreichischen Schwaiger Schwestern verloren. Die unterlagen im Anschluss Sara Goller und Laura Ludwig, die zuvor die amtierenden Weltmeisterinnen ausgeschaltet hatten und im Halbfinale die ehemaligen Welttitelträgerinnen Kessy/Ross besiegten. Auch diesmal konnten die Deutschen das Endspiel nicht gewinnen. Die Schweizerinnen Simone Kuhn und Nadine Zumkehr sicherten sich die Goldmedaille. Die ihnen in der Vorschlussrunde unterlegenen Italienerinnen Cicolari/Menegatti verloren auch das kleine Finale gegen die Amerikanerinnen.

### Grand Slam in Gstaad(2. bis 7. Juli)
| Platz | Team                                    |
| ----- | --------------------------------------- |
| 1     | Misty May-Treanor / Kerri Walsh         |
| 2     | Sanne Keizer / Marleen van Iersel       |
| 3     | Simone Kuhn / Nadine Zumkehr            |
| 4     | Katrien Gielen / Liesbeth Mouha         |
| 5     | Ágatha Bednarczuk / Bárbara Seixas      |
| 5     | Xue Chen / Zhang Xi                     |
| 5     | Natália Dubovcová / Dominika Nestarcová |
| 5     | Jennifer Kessy / April Ross             |

In der Country-Quota setzte sich Banck/Walkenhorst gegen Bieneck/Großner und Schumacher/Köhler durch. Sie konnten auch ihre Qualifikationsspiele gewinnen und spielten zusammen mit Borger/Büthe, Semmler/Holtwick und Goller/Ludwig in der Hauptrunde. Für Banck/Walkenhorst war mit dem letzten Platz in der Pool-Runde das Ende erreicht. Während sich Goller/Ludwig direkt für die zweite Runde qualifizieren konnten, mussten Holtwick/Semmler und Borger/Büthe in der ersten Runde spielen, konnten sich dort aber durchsetzen. Alle drei deutschen Teams scheiterten dann aber in der zweiten Runde und belegten damit alle den neunten Platz.
Im Endspiel waren May-Treanor/Walsh gegen Keizer/Van Iersel mit 2:0 erfolgreich.

### Grand Slam in Berlin (11. bis 15. Juli)
| Platz | Team                                |
| ----- | ----------------------------------- |
| 1     | Larissa França / Juliana Silva      |
| 2     | Xue Chen / Zhang Xi                 |
| 3     | Greta Cicolari / Marta Menegatti    |
| 4     | Katrin Holtwick/Ilka Semmler        |
| 5     | Natalie Cook / Tamsin Hinchley      |
| 5     | Ângela Lavalle / Lili Maestrini     |
| 5     | Kristýna Kolocová / Markéta Sluková |
| 5     | Jennifer Kessy / April Ross         |

Der Grand Slam fand in Berlin zum ersten Mal in der Waldbühne statt.
Bieneck/Großner, Aulenbrock/Laboureur und Banck/Walkenhorst konnten sich im Country-Quota durchsetzen und spielten in der Qualifikation. Der Einzug zu den automatisch qualifizierten Goller/Ludwig, Holtwick/Semmler, Borger/Büthe und Köhler/Schumacher gelang nur Bieneck/Großner. Borger/Büthe beendeten die Gruppenphase der Hauptrunde mit drei Niederlagen und landeten damit auf dem 25. Platz. In der ersten Runde unterlagen Bieneck/Großner den Italienerinnen Gioria/Momoli mit 1:2 und belegten Platz 17. Goller/Ludwig und Köhler/Schumacher landeten nach dem Aus in der zweiten Runde auf dem neunten Platz. Nach einem 2:1 über das australische Duo Cook/Hinchley unterlagen Holtwick/Semmler im Halbfinale mit 1:2 gegen die Chinesinnen Xue/Zhang Xi und belegten nach einer 0:2-Niederlage gegen Cicolari/Menegatti (ITA) am Ende den vierten Platz. Im Finale waren die Brasilianerinnen Larissa/Juliana  gegen Xue/Zhang Xi mit 2:0 erfolgreich.

### Grand Slam in Klagenfurt (16. bis 21. Juli)
| Platz | Team                                      |
| ----- | ----------------------------------------- |
| 1     | Jekaterina Chomjakowa / Jewgenija Ukolowa |
| 2     | Madelein Meppelink / Sophie van Gestel    |
| 3     | Talita Antunes / Maria Antonelli          |
| 4     | Xue Chen / Zhang Xi                       |
| 5     | Natalie Cook / Tamsin Hinchley            |
| 5     | Hana Klapalová / Lenka Háječková          |
| 5     | Liliana Fernández / Elsa Baquerizo        |
| 5     | Sanne Keizer / Marleen van Iersel         |

Durch die kurzfristige Absage von Holtwick/Semmler waren in Klagenfurt mit Goller/Ludwig und Borger/Büthe nur zwei deutsche Teams im Hauptfeld gesetzt.
Im Country-Quota konnten sich Gernert/Günther gegen Banck/Großner und Köhler/Schumacher gegen Mersmann/Tillmann einen Platz in der Qualifikation sichern. Die Qualifikation für das Hauptfeld gelang jedoch nur Köhler/Schumacher, die aber nach Überstehen der Gruppenphase zusammen mit Borger/Büthe in der ersten Runde ausschieden und damit den 17. Platz erreichten. Goller/Ludwig unterlagen in der zweiten Runde dem niederländischen Team Keizer/Van Iersel mit 1:2 und belegten damit zum fünften Mal auf der World Tour in diesem Jahr den neunten Platz. Im Finale bezwangen das russische Team Chomjakowa/Ukolowa das Duo Meppelink/van Gestel aus den Niederlanden mit 2:1.

### Mazuri Grand Slam in Stare Jabłonki (13. bis 18. August)
| Platz | Team                                      |
| ----- | ----------------------------------------- |
| 1     | Larissa França / Juliana Silva            |
| 2     | Greta Cicolari / Marta Menegatti          |
| 3     | Katrin Holtwick / Ilka Semmler            |
| 4     | Jekaterina Chomjakowa / Jewgenija Ukolowa |
| 5     | Maria Clara Salgado / Lili Maestrini      |
| 5     | Kristýna Kolocová / Markéta Sluková       |
| 5     | Maria Antonelli / Talita Antunes          |
| 5     | Jennifer Kessy / April Ross               |

Für das erste Turnier nach den Olympischen Spielen hatten insgesamt sechs deutsche Teams gemeldet. Goller/Ludwig hatten hier ausgesetzt, um sich auf die Deutschen Meisterschaften in Timmendorfer Strand zu konzentrieren.
Im Country Quota setzten sich sowohl Banck/Walkenhorst gegen Laboureur/Hüttermann als auch Bieneck/Großner gegen Mersmann/Tillmann mit 2:0 durch. Beide Teams waren auch in der Qualifikation erfolgreich und spielten damit zusammen mit Holtwick/Semmler und Borger/Büthe im Hauptfeld. Bieneck/Großner schieden mit drei Niederlagen in der Gruppenphase aus. Die anderen drei deutschen Duos gelangten mit dem ersten Platz in ihren Gruppen direkt in das Achtelfinale. Dort konnten sich jedoch nur Holtwick/Semmler durchsetzen. Sie trafen im Viertelfinale auf Kessy/A. Ross und waren auch hier mit 2:1 erfolgreich. Nach der 1:2-Niederlage gegen
Larissa/Juliana im Halbfinale waren sie dann im Spiel um Platz drei mit 2:1 gegen
Chomjakowa/Ukolowa erfolgreich. Das Endspiel konnten Larissa/Juliana mit 2:0 gegen Cicolari/Menegatti für sich entscheiden.

### Åland Open (28. August bis 2. September)
| Platz | Team                                      |
| ----- | ----------------------------------------- |
| 1     | Katrin Holtwick / Ilka Semmler            |
| 2     | Liliana Fernández / Elsa Baquerizo        |
| 3     | Jekaterina Chomjakowa / Jewgenija Ukolowa |
| 4     | Simone Kuhn / Nadine Zumkehr              |
| 5     | Larissa França / Juliana Silva            |
| 5     | Maria Clara Salgado / Lili Maestrini      |
| 7     | Hana Klapalová / Lenka Háječková          |
| 7     | Geeske Banck / Kira Walkenhorst           |

Beim vorletzten Turnier der World Tour 2012 waren die Deutschen Meister Holtwick/Semmler und Köhler/Schumacher für das Hauptfeld gesetzt. In der Country Quota hatten sich Bieneck/Großner zuvor gegen Hüttermann/Laboureur durchgesetzt und spielten zusammen mit dem Duo Banck/Walkenhorst in der Qualifikation. Beide Teams konnten sich für das Hauptfeld qualifizieren.
Köhler/Schumacher beendeten das Turnier mit einer 0:2-Niederlage gegen die Schwaiger-Schwestern (AUT) mit dem 17. Platz. Bieneck/Großner unterlagen dem Team Banck/Walkenhorst mit 0:2 und belegten damit den 13. Rang. In der nächsten Runde mussten sich Banck/Walkenhorst den Brasilianerinnen Larissa/Juliana geschlagen geben und beendeten das Turnier mit dem siebten Platz. Holtwick/Semmler gewannen das Turnier mit einem 2:1-Sieg im Finale gegen das spanische Duo Liliana/Baquerizo.

### Thailand Open (23. bis 28. Oktober)
| Platz | Team                                      |
| ----- | ----------------------------------------- |
| 1     | Jennifer Kessy / April Ross               |
| 2     | Jekaterina Chomjakowa / Jewgenija Ukolowa |
| 3     | Ágatha Bednarczuk / Bárbara Seixas        |
| 4     | Lauren Fendrick / Nicole Branagh          |
| 5     | Irina Zymbalowa / Tatjana Maschkowa       |
| 5     | Anna Wosakowa / Anastassija Wassina       |
| 7     | Emilia Nyström / Taru Lahti               |
| 7     | Maria Tsiartsiani / Vasiliki Arvaniti     |

Zum Saisonabschluss der World Tour des Jahres traten vier deutsche Teams an. Mit den Olympia-Neunten und erstmals auf der Tour auf eins gesetzten Holtwick/Semmler, Bieneck/Großner und Banck/Hüttermann waren drei Teams für das Hauptfeld gesetzt. Krebs/Laboureur konnten sich in der Qualifikation durchsetzen und spielten damit ebenfalls im Hauptfeld.
Zu einem deutschen Duell kam es bereits in der ersten Runde, in der Banck/Hüttermann erfolgreich gegen Bieneck/Großner waren. Krebs/Laboureur unterlagen gegen die an vier gesetzten Russen Wosakowa/Wassina. Sie spielten damit zusammen mit Bieneck/Großner in der Verliererrunde. Beide verloren erneut und endeten damit auf Platz 25.
Sowohl die gesundheitlich angeschlagenen Holtwick/Semmler, als auch Banck/Hüttermann unterlagen in der zweiten Runde ihrem Gegner. Holtwick/Semmler konnten im folgenden Spiel der Verliererrunde nicht mehr antreten. Banck/Hüttermann verloren ihr Spiel. Beide endeten damit auf Platz 17.

## Auszeichnungen des Jahres 2012
| FIVB Tour Champion    | Larissa França / Juliana Silva |
| Team of the year      | Larissa França / Juliana Silva |
| Most Outstanding      | Kerri Walsh                    |
| Sportsperson          | Kerri Walsh                    |
| Top Rookie            | Bárbara Seixas                 |
| Most Inspirational    | Kerri Walsh, Misty May-Treanor |
| Most Improved Player  | Sophie van Gestel              |
| Best Blocker          | Kerri Walsh                    |
| Best Hitter           | Kerri Walsh                    |
| Best Offensive Player | Juliana Silva                  |
| Best Server           | April Ross                     |
| Best Setter           | Larissa França                 |
| Best Defensive Player | Larissa França                 |